# Gomè-Sota
Gomè-Sota è un arrondissement del Benin situato nella città di Akpro-Missérété (dipartimento di Ouémé) con 9.710 abitanti (dato 2006).